# National League 2023–24
Mùa giải 2023–24 National League, được biết đến với tên gọi là Vanarama National League vì lý do tài trợ, là mùa giải thứ 9 mang tên gọi National League, mùa giải thứ 21 của 3 hạng đấu và là mùa thứ 45 xuyên suốt các mùa giải

## National League
24 đội bóng sẽ tranh tài ở đấu trường National League, bao gồm có 18 đội bóng ở mùa giải trước, 2 đội bóng xuống hạng từ League Two, 2 đội bóng thăng hạng từ National League North và 2 đội bóng thăng hạng từ National League South

### Những đội bóng thăng hạng/xuống hạng trong mùa giải trước
| Tới National League Thăng hạng từ 2022–23 National League North - A.F.C. Fylde - Kidderminster Harriers F.C. Thăng hạng từ 2022–23 National League South - Ebbsfleet United - Oxford City Xuống hạng từ 2022–23 League Two - Rochdale - Hartlepool United | Từ National League Thăng hạng lên 2023–24 League Two - Wrexham - Notts County Xuống hạng tới 2023–24 National League North - Scunthorpe United Xuống hạng tới 2023–24 National League South - Maidstone United - Torquay United - Yeovil Town |

### Sân vận động và vị trí
| Đội bóng               | Vị trí               | Sân vận động                    | Sức chứa |
| ---------------------- | -------------------- | ------------------------------- | -------- |
| A.F.C. Fylde           | Wesham               | Mill Farm                       | 6,000    |
| Aldershot Town         | Aldershot            | Recreation Ground               | 7,200    |
| Altrincham             | Altrincham           | Moss Lane                       | 7,700    |
| Barnet                 | London (Canons Park) | The Hive Stadium                | 6,418    |
| Boreham Wood           | Borehamwood          | Meadow Park                     | 4,502    |
| Bromley                | London (Bromley)     | Hayes Lane                      | 5,300    |
| Chesterfield           | Chesterfield         | SMH Group Stadium               | 10,504   |
| Dagenham & Redbridge   | London (Dagenham)    | Victoria Road                   | 6,078    |
| Dorking Wanderers      | Dorking              | Meadowbank                      | 4,200    |
| Eastleigh              | Eastleigh            | Ten Acres                       | 5,250    |
| Ebbsfleet United       | Northfleet           | Stonebridge Road                | 4,800    |
| Gateshead              | Gateshead            | Gateshead International Stadium | 11,800   |
| FC Halifax Town        | Halifax              | The Shay                        | 10,400   |
| Hartlepool United      | Hartlepool           | Victoria Park                   | 7,856    |
| Kidderminster Harriers | Kidderminster        | Aggborough                      | 6,238    |
| Maidenhead United      | Maidenhead           | York Road                       | 4,000    |
| Oldham Athletic        | Oldham               | Boundary Park                   | 13,513   |
| Oxford City            | Oxford (Marston)     | RAW Charging Stadium            | 3,500    |
| Rochdale               | Rochdale             | Spotland Stadium                | 10,249   |
| Solihull Moors         | Solihull             | Damson Park                     | 5,500    |
| Southend United        | Southend-on-Sea      | Roots Hall                      | 12,392   |
| Wealdstone             | London (Ruislip)     | Grosvenor Vale                  | 4,085    |
| Woking                 | Woking               | Kingfield Stadium               | 6,036    |
| York City              | York                 | York Community Stadium          | 8,500    |

### Nhân sự và trang phục
| Câu lạc bộ             | Huấn luyện viên      | Đội trưởng           | Nhà sản xuất trang phục | Nhà tài trợ áo đấu    |
| ---------------------- | -------------------- | -------------------- | ----------------------- | --------------------- |
| AFC Fylde              | Chris Beech          | Alex Whitmore        | New Balance             | FWP Architecture      |
| Aldershot Town         | Tommy Widdrington    | Stuart O'Keefe       | Erreà                   | Bridges Estate Agents |
| Altrincham             | Phil Parkinson       | James Jones          | Puma                    | J Davidson Ltd        |
| Barnet                 | Dean Brennan         | Dale Gorman          | Stanno                  | TIC Health            |
| Boreham Wood           | Luke Garrard         | Jack Payne           | Puma                    | Alan Swan - Wood Army |
| Bromley                | Andy Woodman         | Byron Webster        | Puma                    | LSP Renewables        |
| Chesterfield           | Paul Cook            | Jamie Grimes         | Puma                    | Leengate Valves       |
| Dagenham & Redbridge   | Ben Strevens         | Elliot Justham       | Admiral                 | West & Coe            |
| Dorking Wanderers      | Marc White           | Barry Fuller         | Macron                  | Hex.com               |
| Eastleigh              | Kelvin Davis         | Aaron Martin         | Erreà                   | Utilita               |
| Ebbsfleet United       | Danny Searle         | Chris Solly          | New Balance             | Virtue Clean Energy   |
| FC Halifax Town        | Chris Millington     | Sam Johnson          | Adidas                  | Nuie                  |
| Gateshead              | Rob Elliot (interim) | Greg Olley           | Patrick                 | Gateshead Central     |
| Hartlepool United      | Kevin Phillips       | David Ferguson       | Erreà                   | The Prestige Group    |
| Kidderminster Harriers | Phil Brown           | Shane Byrne          | Oxen                    | Adam Hewitt Ltd       |
| Maidenhead United      | Alan Devonshire      | Alan Massey          | Kelme                   | CALM                  |
| Oldham Athletic        | Micky Mellon         | Liam Hogan           | Puma                    | RRG Group             |
| Oxford City            | Ross Jenkins         | Reece Fleet          | Macron                  | RAW Charging          |
| Rochdale               | Jimmy McNulty        | Ethan Ebanks-Landell | O'Neills                | Crown Oil Ltd         |
| Solihull Moors         | Andy Whing           | Vacant               | Adidas                  | Taxbuddi              |
| Southend United        | Kevin Maher          | Nathan Ralph         | Macron                  | Solopress             |
| Wealdstone             | David Noble          | Jack Cook            | Kelme                   | GPF Lewis             |
| Woking                 | Michael Doyle        | Josh Casey           | Adidas                  | Boz's Fruit & Veg     |
| York City              | Adam Hinshelwood     | Lenell John-Lewis    | Puma                    | Titan Wealth          |

### Thay đổi HLV
| Đội                    | Huấn luyện viên ra đi | Lý do ra đi                       | Ngày ra đi           | Thời điểm mùa giải | Huấn luyện viên đến       | Ngày ký              |
| ---------------------- | --------------------- | --------------------------------- | -------------------- | ------------------ | ------------------------- | -------------------- |
| Solihull Moors         | Neal Ardley           | Đồng thuận                        | 25 tháng 6 năm 2023  | Pre-season         | Andy Whing                | 28 tháng 6 năm 2023  |
| Eastleigh              | Lee Bradbury          | Sa thải                           | 26 tháng 8 năm 2023  | 21st               | Richard Hill              | 26 tháng 8 năm 2023  |
| York City              | Michael Morton        | Sa thải                           | 28 tháng 8 năm 2023  | 23rd               | Neal Ardley               | 6 tháng 9 năm 2023   |
| Oldham Athletic        | David Unsworth        | Sa thải                           | 17 tháng 9 năm 2023  | 22nd               | Steve Thompson (interim)  | 17 tháng 9 năm 2023  |
| AFC Fylde              | Adam Murray           | Sa thải                           | 9 tháng 10 năm 2023  | 24th               | Chris Beech               | 8 tháng 10 năm 2023  |
| Oldham Athletic        | Steve Thompson        | Kết thúc huấn luyện viên tạm thời | 12 tháng 10 năm 2023 | 12th               | Micky Mellon              | 13 tháng 10 năm 2023 |
| Gateshead              | Mike Williamson       | Gia nhập Milton Keynes Dons       | 17 tháng 10 năm 2023 | 6th                | Rob Elliot (interim)      | 17 tháng 10 năm 2023 |
| Woking                 | Darren Sarll          | Sa thải                           | 13 tháng 11 năm 2023 | 14th               | Michael Doyle             | 17 tháng 12 năm 2023 |
| Hartlepool United      | John Askey            | Sa thải                           | 30 tháng 12 năm 2023 | 18th               | Lennie Lawrence (interim) | 3 tháng 1 năm 2024   |
| Kidderminster Harriers | Russell Penn          | Sa thải                           | 7 tháng 1 năm 2024   | 24th               | Phil Brown                | 10 tháng 1 năm 2024  |
| Wealdstone             | Stuart Maynard        | Gia nhập Notts County             | 18 tháng 1 năm 2024  | 13th               | David Noble               | 26 tháng 1 năm 2024  |
| Hartlepool United      | Lennie Lawrence       | Kết thúc huấn luyện viên tạm thời | 20 tháng 1 năm 2024  | 13th               | Kevin Phillips            | 20 tháng 1 năm 2024  |
| Ebbsfleet United       | Dennis Kutrieb        | Sa thải                           | 29 tháng 1 năm 2024  | 21st               | Danny Searle              | 13 tháng 2 năm 2024  |
| Eastleigh              | Richard Hill          | Sa thải                           | 17 tháng 2 năm 2024  | 15th               | Kelvin Davis              | 19 tháng 2 năm 2024  |
| York City              | Neal Ardley           | Sa thải                           | 26 tháng 2 năm 2024  | 20th               | Adam Hinshelwood          | 27 tháng 2 năm 2024  |
| Wealdstone             | David Noble           | Chấm dứt hợp đồng                 | 7 tháng 4 năm 2024   | 20th               | Sam Cox (interim)         | 7 tháng 4 năm 2024   |

1. ↑  Hill was originally appointed interim manager before being given the role permanently on 28 September 2023
2. ↑  Beech was appointed head coach permanently on 22 December 2023 having held the role in an interim position since the departure of Murray

### Bảng xếp hạng National League
| VT | Đội                        | ST | T  | H  | B  | BT  | BB | HS  | Đ  | Thăng hạng, giành quyền tham dự hoặc xuống hạng               |
| -- | -------------------------- | -- | -- | -- | -- | --- | -- | --- | -- | ------------------------------------------------------------- |
| 1  | Chesterfield (C, P)        | 46 | 31 | 5  | 10 | 106 | 65 | +41 | 98 | Thăng hạng lên EFL League Two                                 |
| 2  | Barnet                     | 46 | 26 | 8  | 12 | 91  | 60 | +31 | 86 | Giành quyền tham dự bán kết National League play-off          |
| 3  | Bromley                    | 46 | 22 | 15 | 9  | 73  | 49 | +24 | 81 | Giành quyền tham dự bán kết National League play-off          |
| 4  | Altrincham                 | 46 | 22 | 11 | 13 | 84  | 59 | +25 | 77 | Giành quyền tham dự bán kết National League play-off          |
| 5  | Solihull Moors             | 46 | 21 | 13 | 12 | 71  | 62 | +9  | 76 | Giành quyền tham dự bán kết National League                   |
| 6  | Gateshead                  | 46 | 22 | 9  | 15 | 88  | 64 | +24 | 75 |                                                               |
| 7  | FC Halifax Town            | 46 | 19 | 14 | 13 | 58  | 50 | +8  | 71 | Giành quyền tham dự bán kết National League                   |
| 8  | Aldershot Town             | 46 | 20 | 9  | 17 | 74  | 83 | −9  | 69 |                                                               |
| 9  | Southend United            | 46 | 21 | 12 | 13 | 70  | 45 | +25 | 65 |                                                               |
| 10 | Oldham Athletic            | 46 | 15 | 18 | 13 | 63  | 60 | +3  | 63 |                                                               |
| 11 | Rochdale                   | 46 | 16 | 14 | 16 | 69  | 64 | +5  | 62 |                                                               |
| 12 | Hartlepool United          | 46 | 17 | 9  | 20 | 70  | 82 | −12 | 60 |                                                               |
| 13 | Eastleigh                  | 46 | 16 | 11 | 19 | 73  | 87 | −14 | 59 |                                                               |
| 14 | Maidenhead United          | 46 | 15 | 13 | 18 | 60  | 67 | −7  | 58 |                                                               |
| 15 | Dagenham & Redbridge       | 46 | 14 | 14 | 18 | 69  | 63 | +6  | 56 |                                                               |
| 16 | Wealdstone                 | 46 | 15 | 11 | 20 | 60  | 72 | −12 | 56 |                                                               |
| 17 | Woking                     | 46 | 15 | 10 | 21 | 49  | 55 | −6  | 55 |                                                               |
| 18 | AFC Fylde                  | 46 | 15 | 10 | 21 | 74  | 82 | −8  | 55 |                                                               |
| 19 | Ebbsfleet United           | 46 | 14 | 12 | 20 | 59  | 74 | −15 | 54 |                                                               |
| 20 | York City                  | 46 | 12 | 17 | 17 | 55  | 69 | −14 | 53 |                                                               |
| 21 | Boreham Wood (R)           | 46 | 12 | 16 | 18 | 59  | 73 | −14 | 52 | Xuống hạng chơi ở National League North/National League South |
| 22 | Kidderminster Harriers (R) | 46 | 11 | 13 | 22 | 40  | 59 | −19 | 46 | Xuống hạng chơi ở National League North/National League South |
| 23 | Dorking Wanderers (R)      | 46 | 12 | 9  | 25 | 54  | 85 | −31 | 45 | Xuống hạng chơi ở National League North/National League South |
| 24 | Oxford City (R)            | 46 | 8  | 9  | 29 | 54  | 94 | −40 | 33 | Xuống hạng chơi ở National League North/National League South |

1. ↑  Gateshead không được tham dự play-off do không đạt tiêu chuẩn của EFL
2. ↑  Southend United bị trừ 10 điểm do không kịp trả nợ cho HMRC[29]

### Bảng kết quả
| Nhà \ Khách            | FYL | ALD | ALT | BAR | BOR | BRO | CHE | DAG | DOR | EAS | EBB | HAL | GAT | HAR | KID | MAI | OLD | OXF | ROC | SOL | SOU | WEA | WOK | YOR |
| ---------------------- | --- | --- | --- | --- | --- | --- | --- | --- | --- | --- | --- | --- | --- | --- | --- | --- | --- | --- | --- | --- | --- | --- | --- | --- |
| AFC Fylde              | —   | 0–2 | 3–3 | 2–4 | 2–2 | 1–0 | 2–4 | 1–1 | 3–3 | 1–2 | 1–1 | 2–2 | 2–0 | 2–1 | 2–1 | 4–1 | 3–0 | 2–1 | 2–0 | 2–2 | 0–2 | 1–2 | 0–2 | 0–2 |
| Aldershot Town         | 0–5 | —   | 2–0 | 1–0 | 0–3 | 1–1 | 3–4 | 3–2 | 1–1 | 3–5 | 4–1 | 1–0 | 1–1 | 2–1 | 1–0 | 4–2 | 2–0 | 5–2 | 3–1 | 1–1 | 1–1 | 3–1 | 0–0 | 1–1 |
| Altrincham             | 2–1 | 2–1 | —   | 3–2 | 1–1 | 1–2 | 2–1 | 1–1 | 2–1 | 4–0 |     | 1–2 | 2–3 | 2–2 | 1–1 | 1–3 | 1–0 |     | 3–0 | 6–1 | 2–0 | 4–1 | 0–1 | 6–1 |
| Barnet                 | 2–1 | 2–1 | 3–0 | —   | 6–0 | 1–1 | 0–2 | 2–1 | 6–0 | 2–1 | 3–2 | 0–0 | 0–2 | 3–2 |     | 3–2 | 1–4 | 3–1 | 2–0 | 1–1 | 1–0 | 1–1 | 2–0 | 2–0 |
| Boreham Wood           | 4–0 | 1–2 | 0–1 | 0–1 | —   | 1–1 | 0–2 | 1–4 | 0–3 | 4–4 |     | 2–0 | 1–1 | 1–0 | 1–1 | 1–0 | 0–0 | 2–1 | 1–1 | 1–2 | 1–1 | 4–0 | 4–2 | 1–1 |
| Bromley                | 1–0 | 2–3 | 2–2 | 0–2 | 2–2 | —   | 4–3 | 2–2 | 2–1 | 1–0 | 5–1 | 2–0 | 3–1 | 1–2 | 0–0 | 4–1 | 3–0 | 3–1 | 1–0 | 3–0 | 2–1 | 1–1 | 1–1 | 0–2 |
| Chesterfield           | 4–1 | 4–1 | 2–1 | 4–2 | 3–0 | 2–0 | —   | 3–1 | 4–3 | 3–2 | 2–2 | 3–2 | 5–0 | 3–2 | 1–3 |     | 1–1 | 2–0 | 2–2 | 3–2 | 3–0 | 3–2 | 1–0 | 4–0 |
| Dagenham & Redbridge   | 3–1 |     | 3–1 | 1–0 | 1–3 | 0–1 | 1–2 | —   | 2–1 | 4–1 | 1–1 | 0–1 | 2–4 | 0–1 | 0–1 | 4–1 | 0–0 | 7–1 | 1–2 | 1–2 | 0–2 | 0–2 | 2–1 | 1–2 |
| Dorking Wanderers      | 1–3 | 2–1 | 0–0 | 2–3 | 2–1 | 0–2 | 4–1 | 1–3 | —   | 0–0 | 1–4 | 1–3 | 1–0 |     | 0–1 | 0–2 | 0–1 | 0–2 | 1–2 | 1–1 | 2–1 | 3–1 | 1–2 | 2–2 |
| Eastleigh              | 1–2 | 3–0 | 2–1 | 3–3 | 2–1 | 2–0 | 1–3 | 4–4 | 2–1 | —   | 5–2 |     | 0–6 | 1–1 | 2–1 | 2–3 | 1–2 | 2–2 | 1–4 | 3–3 | 0–1 | 0–0 | 0–1 | 3–1 |
| Ebbsfleet United       | 2–1 | 2–0 | 0–2 | 1–1 | 3–1 | 2–3 | 0–1 | 0–1 | 0–1 | 3–0 | —   | 0–2 | 4–2 | 0–1 | 3–0 | 1–1 | 0–0 | 0–4 | 2–1 | 1–2 | 1–1 | 2–0 | 1–0 | 4–1 |
| FC Halifax Town        | 2–2 | 1–2 | 0–0 | 0–2 | 2–1 | 2–0 | 4–2 | 0–0 | 0–1 | 2–3 |     | —   | 0–0 | 2–1 | 2–1 | 2–1 |     | 1–1 | 2–2 | 1–3 | 1–1 | 1–0 | 2–1 | 1–1 |
| Gateshead              | 0–4 |     | 0–2 | 2–1 | 2–2 |     | 2–1 | 1–0 | 6–0 | 1–1 | 4–1 | 0–2 | —   | 7–1 | 3–0 | 3–0 | 2–2 | 4–0 | 1–0 | 2–3 | 1–1 | 2–1 | 1–3 | 1–1 |
| Hartlepool United      | 3–1 | 2–0 | 3–2 | 1–2 | 3–1 | 1–4 | 0–1 | 1–1 | 0–2 | 3–1 | 2–2 | 1–0 | 2–1 | —   | 0–1 | 3–1 | 1–3 | 2–1 | 2–3 | 0–2 | 0–0 | 2–1 | 0–2 | 2–1 |
| Kidderminster Harriers | 1–1 | 4–2 | 1–3 | 1–2 | 1–2 | 0–0 | 1–3 | 0–1 | 0–0 | 0–1 | 2–0 | 0–2 | 0–2 | 1–1 | —   | 0–0 | 1–2 | 3–2 | 1–1 | 0–1 | 1–2 | 1–0 | 0–0 | 0–0 |
| Maidenhead United      | 2–2 | 4–0 | 0–1 | 2–2 | 0–1 | 0–0 | 1–1 | 1–0 | 4–2 | 3–2 | 0–1 | 1–0 | 2–1 | 3–1 | 1–0 | —   | 1–3 | 0–0 | 2–2 | 2–1 | 1–2 | 0–2 | 0–0 | 1–1 |
| Oldham Athletic        | 1–3 | 5–1 | 2–2 | 2–0 | 2–1 | 0–0 | 2–2 | 1–1 | 0–0 | 1–1 | 1–4 | 1–2 | 1–2 | 2–0 | 1–2 | 1–1 | —   | 4–0 | 1–1 | 0–2 | 1–1 |     | 0–1 | 2–0 |
| Oxford City            | 3–0 | 1–2 | 1–2 | 0–2 | 4–0 |     | 1–2 | 0–0 | 1–2 | 2–5 | 1–0 | 0–2 | 0–4 | 5–2 | 2–2 | 1–4 | 0–0 | —   | 0–1 | 1–2 | 0–0 | 1–0 | 3–2 | 1–2 |
| Rochdale               | 2–0 | 2–1 | 3–0 | 4–2 |     | 2–2 | 1–2 | 1–2 | 1–1 | 2–0 | 0–1 | 0–1 | 2–2 | 1–1 | 2–0 | 1–0 | 3–4 | 2–2 | —   | 1–2 | 2–2 | 3–0 | 2–1 | 0–0 |
| Solihull Moors         | 2–1 | 0–1 | 0–1 | 2–2 | 2–0 | 1–1 | 2–0 | 1–1 | 3–0 | 1–1 | 3–0 | 1–1 | 1–2 | 2–1 | 0–1 | 1–2 | 2–3 | 3–3 | 2–0 | —   | 0–3 | 1–0 | 3–0 |     |
| Southend United        | 1–2 | 4–1 | 2–1 | 0–2 | 4–2 | 1–2 | 2–1 | 1–1 | 2–0 | 2–0 | 3–0 | 3–0 | 0–1 | 2–3 | 2–1 | 2–0 | 4–0 | 2–0 |     | 5–0 | —   | 1–1 | 0–0 | 0–1 |
| Wealdstone             | 3–2 | 3–3 | 0–0 | 3–2 | 1–1 | 0–1 | 1–0 | 0–2 | 4–2 |     | 2–1 | 2–0 | 2–4 | 4–4 | 1–1 | 0–1 | 1–1 | 3–1 | 3–2 | 0–1 | 1–2 | —   | 1–0 | 2–1 |
| Woking                 |     | 2–3 | 2–3 | 1–0 | 0–1 | 0–1 | 0–2 | 3–2 | 2–0 | 0–1 | 1–1 | 1–2 | 3–2 | 1–1 | 2–1 | 0–0 | 0–1 | 2–0 | 3–2 | 1–1 | 0–2 | 1–1 | —   | 1–2 |
| York City              | 1–3 | 1–0 | 2–2 | 2–4 | 2–2 | 2–2 | 2–1 | 1–1 | 0–1 | 0–1 | 1–1 | 1–1 | 2–0 | 1–3 | 0–1 | 1–1 | 1–1 | 2–0 | 1–3 | 2–2 | 3–0 | 2–3 | 2–0 | —   |

### Play-offs
Sau khi Gateshead bị loại khỏi play-off. BTC National League cập nhật lại lịch thi đấu, theo đó Altrincham được tự động vượt qua vòng tứ kết và gặp Bromley, trong khi Solihull Moors chạm trán FC Halifax.
|  | Quarter-finals | Quarter-finals  | Quarter-finals |  |  | Semi-finals | Semi-finals | Semi-finals |  |  | Final | Final | Final |  |
|  |                |                 |                |  |  |             |             |             |  |  |       |       |       |  |
|  |                |                 |                |  |  | 2           | Barnet      |             |  |  |       |       |       |  |
|  | 5              | Solihull Moors  |                |  |  |             |             |             |  |  |       |       |       |  |
|  | 7              | FC Halifax Town |                |  |  |             |             |             |  |  |       |       |       |  |
|  |                |                 |                |  |  |             |             |             |  |  |       |       |       |  |
|  |                |                 |                |  |  | 3           | Bromley     |             |  |  |       |       |       |  |
|  | 4              | Altrincham      | w/o            |  |  | 4           | Altrincham  |             |  |  |       |       |       |  |
|  | 6              | Gateshead       |                |  |  |             |             |             |  |  |       |       |       |  |

### Danh sách ghi bàn
| Hạng | Cầu thủ             | Câu lạc bộ        | Bàn thắng |
| ---- | ------------------- | ----------------- | --------- |
| 1    | Paul McCallum       | Eastleigh         | 31        |
| 2    | Will Grigg          | Chesterfield      | 25        |
| 3    | Nicke Kabamba       | Barnet            | 24        |
| 4    | Chris Conn-Clarke   | Altrincham        | 22        |
| 5    | Michael Cheek       | Bromley           | 21        |
| 5    | Emmanuel Dieseruvwe | Hartlepool United | 21        |
| 7    | Marcus Dinanga      | Gateshead         | 19        |
| 8    | Harry Cardwell      | Southend United   | 18        |
| 8    | Nick Haughton       | AFC Fylde         | 18        |
| 8    | Lorent Tolaj        | Aldershot Town    | 18        |

### Hat-tricks
| Cầu thủ        | Cho                  | Trước                | Kết quả | Ngày                 |
| -------------- | -------------------- | -------------------- | ------- | -------------------- |
| Stephen Wearne | Gateshead            | Ebbsfleet United     | 4–1     | 19 tháng 8 năm 2023  |
| Paul McCallum  | Eastleigh            | Ebbsfleet United     | 5–2     | 3 tháng 10 năm 2023  |
| Daniel Kanu4   | Southend United      | Solihull Moors       | 5–0     | 21 tháng 10 năm 2023 |
| Billy Chadwick | Gateshead            | Dorking Wanderers    | 6–0     | 11 tháng 11 năm 2023 |
| Nicke Kabamba  | Barnet               | Boreham Wood         | 6–0     | 23 tháng 12 năm 2023 |
| Sean Adarkwa   | Wealdstone           | Hartlepool United    | 4–4     | 23 tháng 12 năm 2023 |
| Paul McCallum  | Eastleigh            | Dagenham & Redbridge | 4–4     | 1 tháng 1 năm 2024   |
| Will Grigg     | Chesterfield         | Gateshead            | 5–0     | 10 tháng 1 năm 2024  |
| Josh Rees      | Dagenham & Redbridge | Oxford City          | 7–1     | 10 tháng 2 năm 2024  |
| Michael Cheek  | Bromley              | Chesterfield         | 4–3     | 17 tháng 2 năm 2024  |
| Marcus Dinanga | Gateshead            | Oxford City          | 4–0     | 24 tháng 2 năm 2024  |
| Paul McCallum  | Eastleigh            | Solihull Moors       | 3–3     | 2 tháng 3 năm 2024   |

### Giải thưởng hàng tháng
Hàng tháng Vanarama National League đều sẽ công bố chính thức các cầu thủ và HLV nằm trong giải Cầu thủ nhất tháng và HLV xuất sắc nhất tháng
| Tháng    | HLV xuất sắc nhất tháng | HLV xuất sắc nhất tháng | Cầu thủ xuất sắc nhất tháng | Cầu thủ xuất sắc nhất tháng | Tham khảo |
| -------- | ----------------------- | ----------------------- | --------------------------- | --------------------------- | --------- |
| Tháng 8  | Andy Whing              | Solihull Moors          | Emmanuel Dieseruvwe         | Hartlepool United           | [ 35 ]    |
| Tháng 9  | Andy Woodman            | Bromley                 | Marcus Dinanga              | Gateshead                   | [ 36 ]    |
| Tháng 10 | Kevin Maher             | Southend United         | Ollie Banks                 | Chesterfield                | [ 37 ]    |
| Tháng 11 | Tommy Widdrington       | Aldershot Town          | Stephen Wearne              | Gateshead                   | [ 38 ]    |
| Tháng 12 | Andy Woodman            | Bromley                 | Paul McCallum               | Eastleigh                   | [ 39 ]    |
| Tháng 1  | Paul Cook               | Chesterfield            | Lorent Tolaj                | Aldershot Town              | [ 40 ]    |
| Tháng 2  | Danny Searle            | Ebbsfleet United        | Callum Whelan               | Gateshead                   | [ 41 ]    |
| Tháng 3  | Ben Strevens            | Dagenham & Redbridge    | Dajaune Brown               | Gateshead                   | [ 42 ]    |

## National League North
National League North được chia làm 24 đội

### Những đội bóng thăng hạng/xuống hạng trong mùa giải trước
| Tới National League North Xuống hạng từ 2022–23 National League - Scunthorpe United Thăng hạng từ 2022–23 Isthmian League - Bishop's Stortford Thăng hạng từ 2022–23 Southern League - Tamworth - Rushall Olympic | Từ National League North Thăng hạng lên 2023–24 National League - AFC Fylde - Kidderminster Harriers Xuống hạng tới 2023–24 Southern League - AFC Telford United - Kettering Town - Leamington Xuống hạng tới 2023–24 Northern Premier League - Bradford (Park Avenue) |

### Sân vận động và vị trí
| Đội bóng             | Vị trí             | Sân vận động             | Sức chứa |
| -------------------- | ------------------ | ------------------------ | -------- |
| Alfreton Town        | Alfreton           | North Street             | 3,600    |
| Banbury United       | Banbury            | Spencer Stadium          | 2,000    |
| Bishop's Stortford   | Bishop's Stortford | Woodside Park            | 4,525    |
| Blyth Spartans       | Blyth              | Croft Park               | 4,435    |
| Boston United        | Boston             | Boston Community Stadium | 5,000    |
| Brackley Town        | Brackley           | St. James Park           | 3,500    |
| Buxton               | Buxton             | The Silverlands          | 5,200    |
| Chester              | Chester            | Deva Stadium             | 6,500    |
| Chorley              | Chorley            | Victory Park             | 4,100    |
| Curzon Ashton        | Ashton-under-Lyne  | Tameside Stadium         | 4,000    |
| Darlington           | Darlington         | Blackwell Meadows        | 3,300    |
| Farsley Celtic       | Farsley            | The Citadel              | 3,900    |
| Gloucester City      | Gloucester         | Meadow Park              | 3,600    |
| Hereford             | Hereford           | Edgar Street             | 5,250    |
| King's Lynn Town     | King's Lynn        | The Walks                | 8,200    |
| Peterborough Sports  | Peterborough       | Lincoln Road             | 2,300    |
| Rushall Olympic      | Walsall (Rushall)  | Dales Lane               | 2,000    |
| Scarborough Athletic | Scarborough        | Flamingo Land Stadium    | 2,833    |
| Scunthorpe United    | Scunthorpe         | Glanford Park            | 9,088    |
| South Shields        | South Shields      | 1st Cloud Arena          | 3,500    |
| Southport            | Southport          | Haig Avenue              | 6,008    |
| Spennymoor Town      | Spennymoor         | The Brewery Field        | 4,300    |
| Tamworth             | Tamworth           | The Lamb Ground          | 4,565    |
| Warrington Town      | Warrington         | Cantilever Park          | 3,500    |

### Thay đổi HLV
| Câu lạc bộ       | Huấn luyện viên ra đi | Lý do ra đi                         | Ngày ra đi           | Thời điểm mùa giải | Huấn luyện viên đến       | Ngày ký              |
| ---------------- | --------------------- | ----------------------------------- | -------------------- | ------------------ | ------------------------- | -------------------- |
| South Shields    | Kevin Phillips        | Sự đồng thuận                       | 22 tháng 4 năm 2023  | Pre-season         | Julio Arca                | 27 tháng 4 năm 2023  |
| Hereford         | Yan Klukowski         | Kết thúc huấn luyện viên tạm thời   | 29 tháng 4 năm 2023  | Pre-season         | Paul Caddis               | 1 tháng 5 năm 2023   |
| Spennymoor Town  | Jason Ainsley         | Kết thúc huấn luyện viên tạm thời   | 29 tháng 4 năm 2023  | Pre-season         | Jamie Chandler            | 18 tháng 5 năm 2023  |
| Gloucester City  | Steve King            | Từ chức                             | 9 tháng 5 năm 2023   | Pre-season         | Tim Flowers               | 19 tháng 5 năm 2023  |
| Brackley Town    | Gareth Dean           | Kết thúc huấn luyện viên tạm thời   | 14 tháng 5 năm 2023  | Pre-season         | Gavin Cowan               | 16 May 2023          |
| Farsley Celtic   | Russ Wilcox           | Sự đồng thuận                       | 17 tháng 5 năm 2023  | Pre-season         | Clayton Donaldson         | 7 June 2023          |
| Banbury United   | Andy Whing            | Từ chức                             | 22 tháng 5 năm 2023  | Pre-season         | Mark Jones                | 5 tháng 6 năm 2023   |
| Southport        | Liam Watson           | Được bổ nhiệm làm Giám đốc Thể thao | 17 tháng 8 năm 2023  | 24th               | Jim Bentley               | 29 tháng 8 năm 2023  |
| Darlington       | Alun Armstrong        | Sa thải                             | 6 tháng 9 năm 2023   | 24th               | Josh Gowling              | 20 tháng 9 năm 2023  |
| Gloucester City  | Tim Flowers           | Sa thải                             | 17 tháng 9 năm 2023  | 23rd               | Mike Cook                 | 19 tháng 9 năm 2023  |
| Spennymoor Town  | Jamie Chandler        | Từ chức                             | 22 tháng 9 năm 2023  | 4th                | Graeme Lee                | 2 tháng 1 năm 2024   |
| King's Lynn Town | Mark Hughes           | Sa thải                             | 25 tháng 9 năm 2023  | 22nd               | Adam Lakeland             | 28 tháng 9 năm 2023  |
| Curzon Ashton    | Adam Lakeland         | Signed by King's Lynn Town          | 28 tháng 9 năm 2023  | 7th                | Craig Mahon               | 28 tháng 9 năm 2023  |
| South Shields    | Julio Arca            | Sa thải                             | 27 tháng 12 năm 2023 | 8th                | Elliott Dickman (interim) | 27 tháng 12 năm 2023 |
| Darlington       | Josh Gowling          | Sa thải                             | 27 tháng 12 năm 2023 | 23rd               | Steve Watson              | 31 tháng 12 năm 2023 |
| Blyth Spartans   | Graham Fenton         | Sa thải                             | 28 tháng 12 năm 2023 | 14th               | Jon Shaw                  | 29 tháng 12 năm 2023 |
| Banbury United   | Mark Jones            | Sa thải                             | 25 tháng 1 năm 2024  | 20th               | Kevin Wilson              | 30 tháng 1 năm 2024  |

### Bảng xếp hạng National League North
| VT | Đội                    | ST | T  | H  | B  | BT | BB  | HS  | Đ  | Thăng hạng, giành quyền tham dự hoặc xuống hạng                 |
| -- | ---------------------- | -- | -- | -- | -- | -- | --- | --- | -- | --------------------------------------------------------------- |
| 1  | Tamworth (C, P)        | 46 | 29 | 9  | 8  | 74 | 29  | +45 | 96 | Thăng hạng lên National League                                  |
| 2  | Scunthorpe United      | 46 | 26 | 10 | 10 | 84 | 38  | +46 | 88 | Giành quyền tham dự bán kết play-off National League 2023–24    |
| 3  | Brackley Town          | 46 | 25 | 10 | 11 | 65 | 37  | +28 | 85 | Giành quyền tham dự bán kết play-off National League 2023–24    |
| 4  | Chorley                | 46 | 25 | 8  | 13 | 81 | 50  | +31 | 83 | Giành quyền tham dự tứ kết play-off National League 2023–24     |
| 5  | Alfreton Town          | 46 | 23 | 11 | 12 | 76 | 50  | +26 | 80 | Giành quyền tham dự tứ kết play-off National League 2023–24     |
| 6  | Boston United          | 46 | 21 | 12 | 13 | 68 | 46  | +22 | 75 | Giành quyền tham dự tứ kết play-off National League 2023–24     |
| 7  | Curzon Ashton          | 46 | 21 | 12 | 13 | 62 | 49  | +13 | 75 | Giành quyền tham dự tứ kết play-off National League 2023–24     |
| 8  | South Shields          | 46 | 22 | 8  | 16 | 79 | 53  | +26 | 74 |                                                                 |
| 9  | Spennymoor Town        | 46 | 22 | 8  | 16 | 74 | 62  | +12 | 74 |                                                                 |
| 10 | Chester                | 46 | 18 | 15 | 13 | 58 | 37  | +21 | 69 |                                                                 |
| 11 | Hereford               | 46 | 20 | 9  | 17 | 62 | 66  | −4  | 69 |                                                                 |
| 12 | Scarborough Athletic   | 46 | 18 | 10 | 18 | 53 | 55  | −2  | 64 |                                                                 |
| 13 | Warrington Town        | 46 | 17 | 13 | 16 | 64 | 60  | +4  | 64 |                                                                 |
| 14 | Buxton                 | 46 | 17 | 11 | 18 | 70 | 63  | +7  | 62 |                                                                 |
| 15 | Peterborough Sports    | 46 | 16 | 10 | 20 | 55 | 65  | −10 | 58 |                                                                 |
| 16 | Darlington             | 46 | 16 | 8  | 22 | 52 | 72  | −20 | 56 |                                                                 |
| 17 | Southport              | 46 | 16 | 8  | 22 | 54 | 75  | −21 | 56 |                                                                 |
| 18 | King's Lynn Town       | 46 | 13 | 16 | 17 | 54 | 66  | −12 | 55 |                                                                 |
| 19 | Rushall Olympic        | 46 | 15 | 9  | 22 | 61 | 73  | −12 | 54 |                                                                 |
| 20 | Farsley Celtic         | 46 | 13 | 14 | 19 | 40 | 59  | −19 | 53 |                                                                 |
| 21 | Blyth Spartans (R)     | 46 | 13 | 11 | 22 | 66 | 82  | −16 | 50 | Xuống hạng tới Northern Premier League/Southern Football League |
| 22 | Banbury United (R)     | 46 | 10 | 8  | 28 | 38 | 86  | −48 | 38 | Xuống hạng tới Northern Premier League/Southern Football League |
| 23 | Gloucester City (R)    | 46 | 9  | 9  | 28 | 49 | 89  | −40 | 36 | Xuống hạng tới Northern Premier League/Southern Football League |
| 24 | Bishop's Stortford (R) | 46 | 6  | 3  | 37 | 35 | 112 | −77 | 21 | Xuống hạng tới Northern Premier League/Southern Football League |

### Bảng kết quả
| Nhà \ Khách          | ALF | BAN | BIS | BLY | BOS | BRA | BUX | CHE | CHO | CUR | DAR | FAR | GLO | HER | KIN | PET | RUS | SCA | SCU | SPT | SOU | SPE | TAM | WAR |
| -------------------- | --- | --- | --- | --- | --- | --- | --- | --- | --- | --- | --- | --- | --- | --- | --- | --- | --- | --- | --- | --- | --- | --- | --- | --- |
| Alfreton Town        | —   | 2–0 | 3–0 | 3–0 | 4–0 | 0–1 | 2–1 | 1–1 | 2–0 | 0–0 | 2–3 | 2–0 | 3–0 | 3–1 | 1–1 | 2–1 | 1–0 | 1–3 | 2–2 | 3–1 | 1–0 | 2–1 | 0–0 | 1–1 |
| Banbury United       | 0–0 | —   | 2–2 | 0–0 |     | 0–1 | 0–3 | 1–0 | 1–4 | 0–1 | 2–1 | 1–1 | 1–2 | 1–2 | 1–1 | 0–3 | 1–2 | 1–0 | 0–2 |     | 0–3 | 0–3 |     | 3–0 |
| Bishop's Stortford   | 0–4 | 3–1 | —   | 1–3 | 1–0 | 1–2 | 3–1 | 2–0 | 1–4 |     | 1–0 | 0–1 | 1–4 | 0–1 | 0–2 | 0–2 | 1–4 | 0–2 | 0–5 | 2–3 | 2–3 | 0–1 | 1–2 | 1–4 |
| Blyth Spartans       | 1–3 | 2–2 | 3–0 | —   | 2–2 |     | 3–2 | 2–2 | 1–1 | 2–3 | 1–2 | 4–0 | 4–2 | 2–1 | 0–1 | 2–3 | 1–2 | 0–1 | 1–1 | 3–3 | 2–1 | 2–0 | 0–1 | 1–2 |
| Boston United        | 3–1 | 1–2 | 3–0 | 3–1 | —   | 1–2 | 2–3 | 1–0 | 2–2 | 1–1 | 2–0 | 3–0 | 1–0 | 1–0 | 2–0 | 2–1 | 0–1 | 0–0 | 1–1 | 3–0 | 3–1 | 1–2 | 0–2 | 2–0 |
| Brackley Town        | 1–0 | 3–1 | 1–0 | 1–1 | 2–1 | —   | 2–1 | 3–1 | 1–0 | 0–2 | 1–0 | 0–0 | 2–0 | 2–0 | 1–3 | 3–1 | 0–1 | 0–1 | 2–0 | 0–0 | 1–1 | 3–1 | 3–0 | 2–0 |
| Buxton               | 1–2 | 3–1 | 2–0 | 3–0 | 1–1 | 0–0 | —   | 1–4 | 3–1 | 1–1 | 5–0 | 1–2 | 2–0 | 2–1 | 2–2 | 2–2 | 2–2 | 0–0 | 0–0 | 0–1 | 0–2 | 0–2 | 2–1 | 0–6 |
| Chester              | 0–2 | 1–1 | 2–0 | 2–1 | 0–0 | 1–0 | 0–1 | —   | 0–0 | 0–0 |     | 2–0 | 3–0 | 1–2 | 3–0 | 3–2 | 0–1 | 3–0 | 2–0 | 0–1 | 0–1 | 1–1 | 2–0 | 2–0 |
| Chorley              | 3–2 | 3–0 | 2–1 | 2–0 | 0–3 | 1–1 | 3–2 | 0–2 | —   | 4–0 | 8–0 | 1–1 | 3–1 | 1–2 | 3–1 | 2–0 | 2–1 | 3–0 | 1–1 | 3–0 | 2–1 | 2–1 | 1–0 | 0–1 |
| Curzon Ashton        | 2–1 | 4–1 | 1–0 | 3–1 | 3–1 | 2–0 | 0–3 | 0–1 | 0–1 | —   | 1–3 | 0–0 | 4–1 | 1–0 | 1–1 | 1–2 | 1–1 | 0–1 | 1–0 | 3–2 | 2–0 | 0–3 | 0–1 | 0–3 |
| Darlington           | 0–2 | 3–1 | 0–2 | 0–0 | 0–0 | 1–1 | 2–1 | 3–2 | 0–3 | 1–3 | —   | 3–1 | 1–1 | 2–0 | 1–2 | 1–0 | 1–1 | 0–1 | 4–0 | 2–0 | 2–2 | 1–2 | 0–1 | 1–1 |
| Farsley Celtic       | 2–3 | 0–1 | 3–1 | 1–0 | 2–0 | 1–4 |     | 1–2 | 1–1 | 2–1 | 1–2 | —   | 1–0 | 0–0 | 0–0 | 1–0 | 1–4 | 2–0 | 0–2 | 0–0 | 1–1 | 0–0 | 2–2 | 0–2 |
| Gloucester City      | 3–0 | 0–2 | 1–1 | 0–1 | 3–7 | 1–1 | 0–0 | 1–6 | 0–2 | 3–0 | 0–1 | 0–1 | —   | 2–3 | 1–2 | 2–1 | 2–0 | 1–0 |     | 2–2 | 0–5 | 4–2 | 1–2 | 1–3 |
| Hereford             | 3–3 | 4–1 | 1–0 | 5–2 |     | 1–0 | 2–2 | 1–1 | 0–1 | 3–1 | 1–0 | 4–1 | 1–1 | —   | 2–2 | 0–1 | 1–0 | 3–1 | 1–5 | 0–1 | 0–3 | 2–1 | 0–0 | 2–1 |
| King's Lynn Town     | 2–1 | 1–2 | 3–2 | 1–1 | 1–2 | 2–2 | 1–3 | 0–0 | 1–0 | 0–4 | 0–1 | 0–0 | 1–1 | 2–2 | —   | 0–1 | 2–1 | 3–4 | 3–1 | 1–4 | 3–1 | 0–1 | 1–1 | 0–0 |
| Peterborough Sports  | 1–1 | 2–0 | 4–2 | 2–2 | 0–2 | 0–3 | 1–3 | 1–1 |     | 1–1 | 2–0 | 1–0 | 1–0 | 1–4 | 1–1 | —   | 4–0 | 1–0 | 0–1 | 2–0 | 2–4 | 0–2 | 1–4 | 1–3 |
| Rushall Olympic      | 1–1 | 1–1 | 4–0 | 1–3 | 1–0 | 0–2 | 0–3 | 1–1 | 5–0 | 2–2 | 3–2 | 0–2 | 3–3 | 0–1 | 1–2 | 1–0 | —   | 4–2 | 0–3 | 2–3 | 2–0 | 4–3 | 1–2 |     |
| Scarborough Athletic |     | 3–0 | 5–0 | 1–0 | 3–2 | 2–1 | 1–0 | 1–0 | 1–1 | 0–2 | 2–0 | 1–2 | 1–1 | 3–0 | 2–0 | 1–1 | 3–1 | —   | 0–0 | 0–1 | 1–1 | 1–1 | 0–1 | 2–2 |
| Scunthorpe United    | 1–0 | 2–0 | 6–1 | 5–1 | 2–2 | 1–0 | 0–3 | 2–2 | 3–0 | 0–1 | 4–0 | 2–0 | 2–0 | 4–1 | 0–0 | 1–1 | 2–0 | 4–1 | —   | 1–0 | 3–1 | 6–0 | 0–1 | 1–0 |
| Southport            | 2–3 | 0–1 | 4–1 | 2–3 | 0–2 | 3–1 | 2–2 | 0–2 | 0–2 | 0–3 | 2–0 | 1–1 | 2–1 | 1–2 | 0–4 | 0–0 | 3–0 | 3–1 | 0–1 | —   | 1–0 | 1–2 | 0–0 | 0–4 |
| South Shields        | 3–1 | 4–0 | 7–0 | 1–3 | 1–2 | 0–1 | 1–0 | 0–1 | 2–1 | 0–0 | 0–4 | 2–1 | 3–0 | 0–0 | 2–0 | 1–2 | 2–0 | 1–0 | 2–1 |     | —   | 2–0 | 1–0 | 1–1 |
| Spennymoor Town      | 2–1 | 5–2 | 1–0 | 2–0 | 0–0 | 0–1 | 2–3 | 1–1 | 0–2 | 1–2 | 2–1 | 3–1 | 3–0 | 2–0 |     | 0–0 | 3–0 | 1–1 | 1–0 | 5–1 | 2–5 | —   | 1–4 | 2–0 |
| Tamworth             | 0–1 | 1–2 | 3–0 | 3–1 | 0–0 | 1–0 | 2–0 | 0–0 | 2–1 | 0–0 | 4–0 | 1–0 | 1–0 | 4–0 | 3–1 | 3–0 | 2–1 | 2–0 | 1–2 | 4–0 | 3–2 | 2–0 | —   | 1–1 |
| Warrington Town      | 2–2 | 2–1 | 2–1 | 0–2 | 0–0 | 2–2 | 1–0 | 1–0 | 2–1 | 1–4 | 1–3 | 1–1 | 1–2 | 1–2 | 1–0 | 0–1 | 2–1 | 4–0 | 0–2 | 0–3 | 2–2 | 3–3 | 0–3 | —   |

### Danh sách ghi bàn
| Hạng | Cầu thủ                | Câu lạc bộ        | Bàn thắng |
| ---- | ---------------------- | ----------------- | --------- |
| 1    | Paul Blackett          | South Shields     | 29        |
| 2    | Danny Whitehall        | Scunthorpe United | 21        |
| 3    | Jimmy Knowles          | Boston United     | 18        |
| 4    | Danny Newton           | Brackley Town     | 17        |
| 5    | Diego De Girolamo      | Buxton            | 16        |
| 5    | Kelsey Mooney          | Boston United     | 16        |
| 5    | Jordan Thewlis         | Alfreton Town     | 16        |
| 5    | Danny Waldron          | Rushall Olympic   | 16        |
| 9    | Isaac Buckley-Ricketts | Warrington Town   | 15        |
| 9    | William Harris         | Spennymoor Town   | 15        |

### Hat-tricks
| Cầu thủ                | Cho                  | Trước                | Kết quả | Ngày                 |
| ---------------------- | -------------------- | -------------------- | ------- | -------------------- |
| Sam Osborne            | Buxton               | Darlington           | 5–0     | 2 tháng 9 năm 2023   |
| Marcus Carver          | Southport            | King's Lynn Town     | 1–4     | 9 tháng 9 năm 2023   |
| Sam Mantom             | Rushall Olympic      | Scarborough Athletic | 4–2     | 23 tháng 9 năm 2023  |
| Danny Waldron4         | Rushall Olympic      | Chorley              | 5–0     | 21 tháng 10 năm 2023 |
| Billy Whitehouse       | Chorley              | Darlington           | 8–0     | 14 tháng 11 năm 2023 |
| Paul Blackett          | South Shields        | Spennymoor Town      | 2–5     | 14 tháng 11 năm 2023 |
| Aiden Rutledge         | Scarborough Athletic | Rushall Olympic      | 3–1     | 16 tháng 12 năm 2023 |
| Connor Hall            | Brackley Town        | Banbury United       | 3–1     | 1 tháng 1 năm 2024   |
| Harry Green            | Scarborough Athletic | Hereford             | 3–0     | 6 tháng 1 năm 2024   |
| Isaac Buckley-Ricketts | Warrington Town      | Buxton               | 0–6     | 23 tháng 1 năm 2024  |
| Jason Cowley           | Hereford             | Blyth Spartans       | 5–2     | 3 tháng 2 năm 2024   |
| Danny Whitehall        | Scunthorpe United    | Bishop's Stortford   | 0–5     | 9 tháng 3 năm 2024   |
| Jimmy Knowles          | Boston United        | Chorley              | 0–3     | 23 tháng 3 năm 2024  |
| Stefan Mols            | Curzon Ashton        | Blyth Spartans       | 2–3     | 29 tháng 3 năm 2024  |
| Paul Blackett          | South Shields        | Bishop's Stortford   | 7–0     | 6 tháng 4 năm 2024   |

### Giải thưởng hàng tháng
Hàng tháng Vanarama National League đều sẽ công bố chính thức các cầu thủ và HLV nằm trong giải Cầu thủ nhất tháng và HLV xuất sắc nhất tháng
| Tháng    | HLV xuất sắc nhất tháng | HLV xuất sắc nhất tháng | Cầu thủ xuất sắc nhất tháng | Cầu thủ xuất sắc nhất tháng | Tham khảo |
| -------- | ----------------------- | ----------------------- | --------------------------- | --------------------------- | --------- |
| Tháng 8  | Jimmy Dean              | Scunthorpe United       | Will Hayhurst               | Curzon Ashton               | [ 73 ]    |
| Tháng 9  | Andy Peaks              | Tamworth                | Marcus Carver               | Southport                   | [ 74 ]    |
| Tháng 10 | Calum McIntyre          | Chester                 | Jacob Butterfield           | Scunthorpe United           | [ 75 ]    |
| Tháng 11 | Jim Bentley             | Southport               | Isaac Sinclair              | Curzon Ashton               | [ 76 ]    |
| Tháng 12 | Andy Preece             | Chorley                 | Kyle Finn                   | Tamworth                    | [ 77 ]    |
| Tháng 1  | Andy Peaks              | Tamworth                | Liam Waldock                | Alfreton Town               | [ 78 ]    |
| Tháng 2  | Graeme Lee              | Spennymoor Town         | Dan Jarvis                  | Peterborough Sports         | [ 79 ]    |
| Tháng 3  | Graeme Lee              | Spennymoor Town         | Jack Hazlehurst             | Chorley                     | [ 80 ]    |

## National League South
Tương tự như National League North, National League South cũng được chia làm 24 đội

### Những đội bóng thăng hạng/xuống hạng trong mùa giải trước
| Tới National League South Xuống hạng từ 2022–23 National League - Torquay United - Yeovil Town - Maidstone United Thăng hạng từ 2022–23 Isthmian League - Aveley Thăng hạng từ 2022–23 Southern League Premier Division South - Weston-super-Mare - Truro City | Từ National League South Thăng hạng lên 2023–24 National League - Ebbsfleet United - Oxford City Xuống hạng tới 2023–24 Isthmian League - Dulwich Hamlet - Concord Rangers - Cheshunt Xuống hạng tới 2023–24 Southern League - Hungerford Town |

### Sân vận động và vị trí
Lỗi Lua trong Mô_đun:Location_map/multi tại dòng 27: Không tìm thấy trang định rõ bản đồ định vị. "Mô đun:Location map/data/England south", "Bản mẫu:Bản đồ định vị England south", và "Bản mẫu:Location map England south" đều không tồn tại.
| Đội bóng               | Vị trí            | Sân vận động            | Sức chứa |
| ---------------------- | ----------------- | ----------------------- | -------- |
| Aveley                 | Aveley            | Parkside                | 3,500    |
| Bath City              | Bath (Twerton)    | Twerton Park            | 8,840    |
| Braintree Town         | Braintree         | Cressing Road           | 4,085    |
| Chelmsford City        | Chelmsford        | Melbourne Stadium       | 3,019    |
| Chippenham Town        | Chippenham        | Hardenhuish Park        | 3,000    |
| Dartford               | Dartford          | Princes Park            | 4,100    |
| Dover Athletic         | Dover             | Crabble Athletic Ground | 5,745    |
| Eastbourne Borough     | Eastbourne        | Priory Lane             | 4,151    |
| Farnborough            | Farnborough       | Cherrywood Road         | 7,000    |
| Hampton & Richmond     | London (Hampton)  | Beveree Stadium         | 3,500    |
| Havant & Waterlooville | Havant            | Westleigh Park          | 5,300    |
| Hemel Hempstead Town   | Hemel Hempstead   | Vauxhall Road           | 3,152    |
| Maidstone United       | Maidstone         | Gallagher Stadium       | 4,200    |
| Slough Town            | Slough            | Arbour Park             | 2,000    |
| St Albans City         | St Albans         | Clarence Park           | 4,500    |
| Taunton Town           | Taunton           | Wordsworth Drive        | 2,500    |
| Tonbridge Angels       | Tonbridge         | Longmead Stadium        | 3,000    |
| Torquay United         | Torquay           | Plainmoor               | 6,500    |
| Truro City             | Plymouth          | Bolitho Park            | 3,500    |
| Welling United         | London (Welling)  | Park View Road          | 4,000    |
| Weston-super-Mare      | Weston-super-Mare | Woodspring Stadium      | 3,500    |
| Weymouth               | Weymouth          | Bob Lucas               | 6,600    |
| Worthing               | Worthing          | Woodside Road           | 4,000    |
| Yeovil Town            | Yeovil            | Huish Park              | 9,566    |

### Thay đổi HLV
| Đội                    | Huấn luyện viên ra đi | Lý do ra đi          | Ngày ra đi       | Thời điểm mùa giải | Huấn luyện viên đến                                    | Ngày ký          |
| ---------------------- | --------------------- | -------------------- | ---------------- | ------------------ | ------------------------------------------------------ | ---------------- |
| Eastbourne Borough     | Danny Bloor           | Mutual consent       | 5 June 2023      | Pre-season         | Mark Beard                                             | 8 June 2023      |
| Welling United         | Warren Feeney         | Resigned             | 5 June 2023      | Pre-season         | Danny Bloor                                            | 13 June 2023     |
| Havant & Waterlooville | Jamie Collins         | Sacked               | 8 September 2023 | 24th               | Steve King                                             | 8 September 2023 |
| Havant & Waterlooville | Steve King            | Sacked               | 1 December 2023  | 24th               | Cliff De Gordon Ross Betteridge Richard Pope (interim) | 1 December 2023  |
| Dover Athletic         | Mitch Brundle         | Sacked               | 5 December 2023  | 23rd               | Jake Leberl                                            | 5 December 2023  |
| Eastbourne Borough     | Mark Beard            | Sacked               | 1 January 2024   | 21st               | Adam Murray                                            | 4 January 2024   |
| Dartford               | Alan Dowson           | Sacked               | 11 January 2024  | 16th               | Tony Burman (interim)                                  | 11 January 2024  |
| St Albans City         | David Noble           | Signed by Wealdstone | 26 January 2024  | 9th                | Harry Wheeler (interim)                                | 26 January 2024  |
| Welling United         | Danny Bloor           | Sacked               | 28 January 2024  | 22nd               | Rod Stringer                                           | 29 January 2024  |
| Torquay United         | Gary Johnson          | Mutual consent       | 22 February 2024 | 11th               | Aaron Downes (interim)                                 | 22 February 2024 |
| St Albans City         | Harry Wheeler         | End of interim spell | 22 February 2024 | 5th                | Jon Meakes                                             | 22 February 2024 |
| Worthing               | Adam Hinshelwood      | Signed by York City  | 27 February 2024 | 3rd                | Aarran Racine (interm)                                 | 27 February 2024 |
| Worthing               | Aarran Racine         | End of interim spell | 1 March 2024     | 3rd                | Dean Hammond                                           | 1 March 2024     |
| Dartford               | Tony Burman           | End of interim spell | 1 March 2024     | 18th               | Adrian Pennock                                         | 1 March 2024     |
| Hemel Hempstead Town   | Bradley Quinton       | Sacked               | 5 March 2024     | 15th               | Alan Dowson (interim)                                  | 7 March 2024     |
| Weymouth               | Bobby Wilkinson       | Mutual consent       | 27 March 2024    | 14th               | Jason Matthews (interim)                               | 27 March 2024    |
| Weymouth               | Jason Matthews        | End of interim spell | 1 April 2024     | 15th               | Mark Molesley                                          | 1 April 2024     |

### Bảng xếp hạng National League South
| VT | Đội                        | ST | T  | H  | B  | BT  | BB | HS  | Đ  | Thăng hạng, giành quyền tham dự hoặc xuống hạng            |
| -- | -------------------------- | -- | -- | -- | -- | --- | -- | --- | -- | ---------------------------------------------------------- |
| 1  | Yeovil Town (C, P)         | 46 | 29 | 8  | 9  | 81  | 45 | +36 | 95 | Thăng hạng lên National League                             |
| 2  | Chelmsford City            | 46 | 24 | 12 | 10 | 76  | 43 | +33 | 84 | Giành quyền tham dự bán kết National League South play-off |
| 3  | Worthing                   | 46 | 26 | 6  | 14 | 104 | 72 | +32 | 84 | Giành quyền tham dự bán kết National League South play-off |
| 4  | Maidstone United           | 46 | 24 | 11 | 11 | 72  | 52 | +20 | 83 | Giành quyền tham dự tứ kết National League South play-off  |
| 5  | Braintree Town             | 46 | 23 | 12 | 11 | 64  | 42 | +22 | 81 | Giành quyền tham dự tứ kết National League South play-off  |
| 6  | Bath City                  | 46 | 20 | 13 | 13 | 69  | 51 | +18 | 73 | Giành quyền tham dự tứ kết National League South play-off  |
| 7  | Aveley                     | 46 | 21 | 10 | 15 | 68  | 61 | +7  | 73 | Giành quyền tham dự tứ kết National League South play-off  |
| 8  | Farnborough                | 46 | 20 | 12 | 14 | 76  | 67 | +9  | 72 |                                                            |
| 9  | Hampton & Richmond Borough | 46 | 20 | 12 | 14 | 61  | 57 | +4  | 72 |                                                            |
| 10 | Slough Town                | 46 | 18 | 14 | 14 | 81  | 69 | +12 | 68 |                                                            |
| 11 | St Albans City             | 46 | 20 | 8  | 18 | 77  | 67 | +10 | 68 |                                                            |
| 12 | Chippenham Town            | 46 | 16 | 14 | 16 | 62  | 62 | 0   | 62 |                                                            |
| 13 | Weston-super-Mare          | 46 | 17 | 8  | 21 | 66  | 74 | −8  | 59 |                                                            |
| 14 | Tonbridge Angels           | 46 | 15 | 13 | 18 | 65  | 66 | −1  | 58 |                                                            |
| 15 | Weymouth                   | 46 | 13 | 17 | 16 | 57  | 64 | −7  | 56 |                                                            |
| 16 | Truro City                 | 46 | 15 | 10 | 21 | 58  | 67 | −9  | 55 |                                                            |
| 17 | Welling United             | 46 | 12 | 18 | 16 | 56  | 71 | −15 | 54 |                                                            |
| 18 | Torquay United             | 46 | 19 | 7  | 20 | 73  | 76 | −3  | 54 |                                                            |
| 19 | Eastbourne Borough         | 46 | 14 | 10 | 22 | 53  | 74 | −21 | 52 |                                                            |
| 20 | Hemel Hempstead Town       | 46 | 13 | 11 | 22 | 55  | 71 | −16 | 50 |                                                            |
| 21 | Dartford (R)               | 46 | 12 | 10 | 24 | 56  | 75 | −19 | 46 | Xuống hạng tới Isthmian League/Southern Football League    |
| 22 | Taunton Town (R)           | 46 | 10 | 16 | 20 | 44  | 71 | −27 | 46 | Xuống hạng tới Isthmian League/Southern Football League    |
| 23 | Havant & Waterlooville (R) | 46 | 10 | 7  | 29 | 52  | 92 | −40 | 37 | Xuống hạng tới Isthmian League/Southern Football League    |
| 24 | Dover Athletic (R)         | 46 | 4  | 15 | 27 | 40  | 77 | −37 | 27 | Xuống hạng tới Isthmian League/Southern Football League    |

1. ↑  Torquay United bị trừ 10 điểm do không tìm được chủ sở hữu mới.[107]. Sau đó, vào 12 tháng 4, họ bị trừ tiếp 1 điểm do đăng ký cầu thủ treo giò vào sân.[108]

### Bảng kết quả
| Nhà \ Khách                | AVE | BAT | BRA | CHE | CHI | DAR | DOV | EAS | FAR | HAM | HAV | HEM | MAI | SLO | STA | TAU | TON | TOR | TRU | WEL | WSM | WEY | WOR | YEO |
| -------------------------- | --- | --- | --- | --- | --- | --- | --- | --- | --- | --- | --- | --- | --- | --- | --- | --- | --- | --- | --- | --- | --- | --- | --- | --- |
| Aveley                     | —   |     | 1–1 | 1–2 | 2–2 | 0–1 | 2–1 | 2–0 | 3–4 | 3–0 | 1–2 | 2–1 | 2–0 | 0–2 | 2–1 | 4–1 | 2–1 | 2–1 | 1–1 | 2–2 | 2–0 | 0–2 | 0–3 | 0–0 |
| Bath City                  | 3–0 | —   | 1–2 | 2–3 | 0–0 | 1–0 | 2–2 | 1–0 | 0–2 | 3–1 | 2–0 | 2–0 | 3–0 | 1–2 | 3–1 | 3–0 | 1–1 | 1–0 | 2–1 | 4–0 | 2–6 | 1–1 | 0–2 | 0–1 |
| Braintree Town             | 1–0 | 1–1 | —   | 0–3 | 0–0 | 2–0 | 3–0 |     | 1–1 | 3–1 | 4–1 | 2–0 | 1–2 | 1–1 | 4–0 | 0–0 | 1–0 | 1–0 | 3–2 | 4–1 | 2–0 | 0–0 | 4–0 | 0–1 |
| Chelmsford City            | 2–0 | 3–1 | 3–0 | —   | 2–2 | 4–1 | 3–3 | 1–0 | 1–0 | 1–1 | 1–1 | 1–2 | 0–1 | 1–1 | 0–2 | 0–0 | 3–0 | 2–0 | 1–2 | 1–0 | 1–1 | 1–0 | 0–1 | 1–0 |
| Chippenham Town            | 1–0 | 1–2 | 0–1 |     | —   | 1–4 | 2–1 | 4–2 | 2–1 | 1–2 | 1–0 | 2–3 | 0–2 | 2–1 | 1–2 | 3–3 | 1–2 | 1–1 | 0–0 | 4–1 | 0–1 | 1–1 | 3–1 | 1–1 |
| Dartford                   | 1–2 | 3–3 | 0–2 | 1–2 | 0–1 | —   | 2–0 | 0–2 | 1–1 | 1–1 | 2–0 | 1–1 | 0–2 | 1–2 | 0–3 | 1–1 | 1–0 | 3–0 |     | 1–1 | 4–2 | 0–1 | 1–2 | 2–2 |
| Dover Athletic             | 2–1 | 0–0 | 1–1 | 1–0 | 1–1 | 1–2 | —   | 1–1 | 1–3 | 0–1 | 0–0 | 2–2 | 0–1 | 1–0 | 0–1 | 2–2 | 1–2 | 2–2 | 0–2 | 2–2 | 0–1 | 1–3 | 0–2 |     |
| Eastbourne Borough         | 1–2 | 1–2 | 3–1 | 0–3 | 3–0 | 1–1 | 1–1 | —   | 2–1 | 1–0 | 2–1 | 1–0 | 1–5 | 3–3 | 1–2 |     | 0–3 | 1–4 | 0–1 | 2–2 | 2–1 | 1–0 | 0–4 | 0–1 |
| Farnborough                | 3–1 | 2–2 | 1–0 | 1–1 | 3–1 | 2–1 | 4–0 | 1–1 | —   | 3–1 | 2–4 | 2–1 | 0–1 | 2–2 | 2–1 | 0–1 | 4–1 | 0–0 | 3–2 | 1–0 | 3–0 | 1–1 | 0–3 | 1–3 |
| Hampton & Richmond Borough | 0–1 | 0–1 | 1–1 | 0–1 | 2–1 | 4–3 | 1–0 | 1–0 | 1–1 | —   | 2–0 | 2–1 | 5–2 | 2–1 | 0–0 | 1–1 | 0–0 | 3–1 | 2–1 | 1–1 | 2–1 | 1–0 | 4–1 | 1–2 |
| Havant & Waterlooville     | 1–4 | 1–1 | 1–2 | 2–1 | 2–4 | 1–2 | 4–3 | 1–2 | 0–1 | 1–2 | —   | 2–0 | 2–1 | 2–1 | 1–2 | 3–0 | 2–2 | 0–2 | 1–3 | 0–0 | 1–2 | 1–1 | 1–5 | 4–3 |
| Hemel Hempstead Town       | 3–4 | 0–0 | 0–2 | 1–4 | 0–2 | 2–1 | 1–1 | 1–0 | 2–1 | 1–2 | 0–2 | —   | 1–1 | 2–3 | 2–3 | 1–0 | 2–0 | 3–2 | 0–0 | 1–2 | 1–2 | 1–2 | 2–0 | 1–0 |
| Maidstone United           | 0–1 | 2–2 | 1–1 | 2–0 | 0–1 | 2–1 | 1–0 | 2–0 | 1–1 |     | 3–1 | 1–1 | —   | 2–1 | 1–2 | 1–1 | 2–0 | 3–2 | 2–1 | 1–1 | 1–0 | 2–0 | 4–0 | 2–1 |
| Slough Town                | 2–0 | H/W | 3–0 | 0–0 | 2–2 | 3–2 | 1–2 | 1–1 | 2–2 | 3–3 | 2–1 | 2–0 | 2–1 | —   | 2–2 | 3–0 | 2–5 | 1–2 | 4–0 |     | 2–0 | 0–0 | 1–4 | 0–0 |
| St Albans City             | 0–1 | 0–2 | 0–1 | 2–1 | 0–1 | 1–0 | 2–0 | 2–3 | 2–1 |     | 4–1 | 1–2 | 3–2 | 3–2 | —   | 6–0 | 2–3 | 0–1 | 1–2 | 1–1 | 0–1 | 2–1 | 2–4 | 1–1 |
| Taunton Town               | 2–2 | 0–2 | 2–1 | 2–3 | 1–2 | 1–0 | 1–1 | 2–1 | 4–0 | 0–1 | 0–0 |     | 0–1 | 0–4 | 3–2 | —   | 2–2 |     | 0–0 | 1–0 |     | 0–2 | 1–1 | 0–1 |
| Tonbridge Angels           | 1–1 | 3–2 | 0–0 | 1–1 | 2–0 | 4–0 | 1–0 | 2–0 | 1–2 | 0–0 | 4–1 | 3–3 | 1–1 | 1–2 |     | 0–3 | —   | 4–1 | 2–1 | 0–1 | 0–1 | 2–1 | 0–1 | 2–4 |
| Torquay United             | 2–2 | 1–0 | 2–1 | 2–1 | 2–1 | 4–1 | 1–0 | 2–2 | 3–0 | 1–0 |     | 3–2 | 0–1 | 3–4 | 0–4 | 0–3 | 2–1 | —   | 0–1 | 5–1 | 3–3 | 3–1 | 0–3 | 1–3 |
| Truro City                 | 1–1 | 1–1 | 1–2 | 1–4 | 0–2 | 0–0 |     | 0–0 | 3–1 | 1–2 | 1–0 | 0–2 | 3–1 | 3–2 | 3–1 | 2–0 | 1–2 | 1–2 | —   | 5–2 | 0–1 |     | 1–4 | 0–2 |
| Welling United             | 1–3 | 0–1 | 2–2 | 1–2 | 0–0 | 0–1 | 1–0 | 0–2 | 2–2 | 2–1 | 3–2 | 0–1 | 0–0 | 4–3 | 0–0 | 0–0 | 2–2 | 1–0 | 3–2 | —   | 3–1 | 0–0 | 4–1 | 4–1 |
| Weston-super-Mare          | 1–2 | 0–1 | 0–1 | 0–3 | 2–1 | 2–2 | 1–0 |     | 0–3 | 1–1 | 1–0 | 1–1 | 1–1 | 0–3 | 0–2 | 4–0 | 3–1 | 3–2 | 2–3 | 4–2 | —   | 2–3 | 4–0 | 2–3 |
| Weymouth                   | 1–1 | 1–5 | 0–1 | 0–3 | 1–1 | 1–0 | 1–1 | 3–1 |     | 2–4 | 4–1 | 4–3 | 2–3 | 3–0 | 3–3 | 1–1 | 1–1 | 1–1 | 2–0 | 1–1 | 3–3 | —   | 1–4 | H/W |
| Worthing                   | 1–2 | 2–2 | 0–1 | 2–3 | 3–1 | 3–4 | 6–4 | 3–0 | 2–3 | 2–0 | 3–0 | 1–1 | 5–1 | 1–1 | 4–4 | 1–3 | 1–0 | 4–2 | 2–2 | 2–0 |     | 2–0 | —   | 1–2 |
| Yeovil Town                | 3–1 | 2–0 | 2–0 | 1–1 | 1–3 | 3–1 | 2–0 | 3–2 | 4–2 | 0–0 | 1–0 | 2–0 | 1–1 | 3–1 | 2–1 | 4–1 | 2–0 | 3–0 | 2–1 | 0–1 | 2–1 | 2–0 | 1–3 | —   |

1. ↑  Chiến thắng dành cho Slough Town theo luật của BTC dựa theo kết quả trước khi trận đấu bị hủy là 4-2 cho Slough Town do sự cố y tế trên khán đài.[109]
2. ↑  Chiến thắng dành cho Weymouth theo luật của BTC dựa theo kết quả trước khi trận đấu bị hủy là 1-0 cho Weymouth do sự cố y tế trên khán đài.[110]

### Danh sách ghi bàn
| Hạng | Cầu thủ          | Câu lạc bộ                           | Số bàn thắng |
| ---- | ---------------- | ------------------------------------ | ------------ |
| 1    | Ollie Pearce     | Worthing                             | 39           |
| 2    | Shaun Jeffers    | St. Albans City                      | 25           |
| 3    | Charlie Ruff     | Chelmsford City                      | 19           |
| 4    | Cody Cooke       | Bath City                            | 18           |
| 5    | George Alexander | Chelmsford City Slough Town Dartford | 16           |
| 5    | Siju Odelusi     | Aveley                               | 16           |
| 5    | Scott Wilson     | Bath City                            | 16           |
| 8    | Aaron Blair      | Braintree Town                       | 15           |
| 8    | John Goddard     | Slough Town                          | 15           |
| 8    | Matt Rush        | Maidstone United Aveley              | 15           |

### Hat-tricks
| Cầu thủ          | Ghi bàn cho                | Trước đội bóng       | Kết quả | Ngày                 |
| ---------------- | -------------------------- | -------------------- | ------- | -------------------- |
| Siju Odelusi     | Aveley                     | Taunton Town         | 4–1     | 12 tháng 8 năm 2023  |
| George Alexander | Slough Town                | Weston-super-Mare    | 0–3     | 19 tháng 8 năm 2023  |
| Zak Emmerson     | Eastbourne Borough         | St Albans City       | 2–3     | 7 tháng 10 năm 2023  |
| Mason Bloomfield | Hampton & Richmond Borough | Maidstone United     | 5–2     | 11 tháng 11 năm 2023 |
| Cody Cooke       | Bath City                  | Aveley               | 3–0     | 11 tháng 11 năm 2023 |
| Jordan Young     | Yeovil Town                | Farnborough          | 4–2     | 14 tháng 11 năm 2023 |
| Tristan Abrahams | Welling United             | Yeovil Town          | 4–1     | 25 tháng 11 năm 2023 |
| Ollie Pearce     | Worthing                   | Chippenham Town      | 3–1     | 2 tháng 12 năm 2023  |
| Ollie Pearce     | Worthing                   | Maidstone United     | 5–1     | 16 tháng 12 năm 2023 |
| Ollie Pearce4    | Worthing                   | Dover Athletic       | 6–4     | 10 tháng 2 năm 2024  |
| Shaun Jeffers    | St Albans City             | Taunton Town         | 6–0     | 10 tháng 2 năm 2024  |
| Ollie Pearce     | Worthing                   | Weymouth             | 1–4     | 17 tháng 2 năm 2024  |
| Charlee Hughes   | Aveley                     | Hemel Hempstead Town | 3–4     | 29 tháng 3 năm 2024  |
| Lamar Reynolds   | Maidstone United           | Eastbourne Borough   | 1–5     | 29 tháng 3 năm 2024  |

### Giải thưởng hàng tháng
Hàng tháng Vanarama National League đều sẽ công bố chính thức các cầu thủ và HLV nằm trong giải Cầu thủ nhất tháng và HLV xuất sắc nhất tháng
| Tháng    | HLV xuất sắc nhất tháng | HLV xuất sắc nhất tháng    | Cầu thủ xuất sắc nhất tháng | Cầu thủ xuất sắc nhất tháng | Tham khảo |
| -------- | ----------------------- | -------------------------- | --------------------------- | --------------------------- | --------- |
| Tháng 8  | Adam Hinshelwood        | Worthing                   | Scott Wilson                | Bath City                   | [ 111 ]   |
| Tháng 9  | Rob Dray                | Taunton Town               | Levi Amantchi               | Maidstone United            | [ 112 ]   |
| Tháng 10 | Mark Cooper             | Yeovil Town                | Ben Seymour                 | Hampton & Richmond Borough  | [ 113 ]   |
| Tháng 11 | Mel Gwinnett            | Hampton & Richmond Borough | John Goddard                | Slough Town                 | [ 114 ]   |
| Tháng 12 | Paul Wotton             | Truro City                 | Ollie Pearce                | Worthing                    | [ 115 ]   |
| Tháng 1  | Robbie Simpson          | Chelmsford City            | Sam Corne                   | Maidstone United            | [ 116 ]   |
| Tháng 2  | Angelo Harrop           | Braintree Town             | Ollie Pearce                | Worthing                    | [ 117 ]   |
| Tháng 3  | Spencer Day             | Farnborough                | Joe Haigh                   | Farnborough                 | [ 118 ]   |